# Homberg, Kusel
Homberg là một đô thị thuộc huyện Kusel, bang Rheinland-Pfalz, phía tây nước Đức. Đô thị Homberg, Kusel có diện tích 10,89 km², dân số thời điểm ngày 31 tháng 12 năm 2006 là 219 người.